# Vira Ivanyivna Uljancsenko
Vira Ivanyivna Uljancsenko (ukránul: Віра Іванівна Ульянченко; Ozerjani, 1958. február 1.) ukrán politikus, 2006 és 2009 májusa között a Kijevi Területi Állami Közigazgatási Hivatal elnöke, 2009 májusától az Ukrán Elnöki Titkárság vezetője, Viktor Juscsenko elnök közeli munkatársának számít.

## Pályafutása
A Tarasz Sevcsenko Kijevi Állami Egyetemen tanult, ahol 1980-ban szerzett diplomát. Ezt követően ukrán nyelvet és irodalmat tanított a kijevi 4. sz. szakközépiskolában, 1981-ben Komszomol-munkára küldték. 1987-ben Kijev város Ragyanszkij (szovjet) kerületének képviselője lett, és kinevezték a kerületi végrehajtó bizottság elnök-helyettesévé. 1990 májusában a párt Regyanszkiji kerületi szervezetében dolgozott.
1991–1993 között az Ukrán Legfelsőbb Tanács, majd az Ukrán Miniszteri Kabinet és az Elnöki Hivatal apparátusában tevékenykedett. 1993-tól 1994-ig az üzleti életben is dolgozott, a kijevi Blaszko hajózási társaság munkatársa volt. 1999-től az Ukrszojuzszervisz szervezet állami és vállalati kapcsolatokért felelős részegének vezetője volt.
2000 márciusától, Viktor Juscsenko miniszterelnöksége alatt az Ukrán Miniszteri kabinetben a miniszterelnöki titkárság munkatársa volt, majd 2002-től a Mi Ukrajnánk párt parlamenti frakciójának titkárságát vezette. 2005 márciusától 2006 májusáig a Mi Ukrajnánk Népi Szövetség pát tagjaként az Ukrán Legfelsőbb Tanács képviselője volt. 2006 júliusában Ukrajna elnöke a Kijevi Területi Közigazgatási Hivatal (területi adminisztráció) elnökévé nevezte ki.
Viktor Baloha lemondását követően 2009. május 19-én Vira Uljanenkót nevezte ki Viktor Juscsenko elnök az Elnöki Titkárság vezetőjévé.

## Külső hivatkozások
- Életrajza a Hto je hto (Ki kicsoda) kiadvány honlapján (ukránul)
- Vira Uljancsenko Ukrajna elnökének honlapján (ukránul)